# ATP Tour Masters 1000
ATP Tour Masters 1000 je série devíti tenisových turnajů, které jsou součástí mužského profesionálního okruhu ATP World Tour. Po Grand Slamu a ATP Finals představuje třetí nejvyšší kategorii. Čtyři turnaje jsou hrány v Evropě, čtyři v Severní Americe a jeden v Čínské lidové republice.
Masters Series se koná od sezóny 1990, kdy byla kategorie oficiálně pojmenována jako Championship Series, Single Week. V letech 1996–1999 nesla název Mercedes-Benz Super 9, poté v období 2000–2004 Tennis Masters Series, mezi roky 2005–2008 byla známá jako ATP Masters Series, v sezónách 2009–2018 nesla pojmenování ATP World Tour Masters 1000 a od sezóny 2019 je hrána se jménem ATP Tour Masters 1000.
Nejvyšší počet 40 dvouher vyhrál Srb Novak Djoković a rekordních 39 čtyřher ovládli američtí bratři Bob a Mike Bryanovi.

## Titulové rekordy
Tituly jsou počítány od vzniku kategorie v sezóně 1990. Již v období 1970–1989 probíhala její předchůdkyně nazvaná Grand Prix Super Series v rámci tehdy existujících okruhů Grand Prix a World Championship Tennis. V té držel rekord Čechoameričan Ivan Lendl s dvaceti dvěma tituly. Nadal jeho počet 22 výher překonal na navazujícím okruhu ATP Tour, na antukovém Mutua Madrid Open 2013.

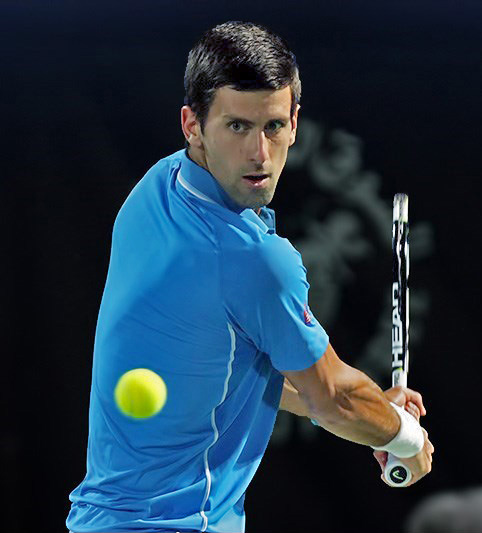
Srb Novak Djoković je držitelem rekordního počtu 40 titulů z dvouhry Masters

Do srpna 2024 získal nejvyšší počet čtyřiceti singlových titulů v mistrovské sérii Srb Novak Djoković. Trofejí z Monte-Carlo Rolex Masters 2018 dokázal Rafael Nadal jako první muž otevřené éry vyhrát jediný turnaj jedenáctkrát. Nejvíce turnajových vítězství během jediné sezóny vybojoval Djoković v roce 2015, když ovládl šest turnajů. Djoković s Nadalem jsou jedinými tenisty, jež triumfovali na čtyřech akcích v řadě, a z nich pouze Nadal dokázal vyhrát v jediném kalendářním roce, když si v roce 2013 odvezl trofeje z Madridu, Říma, Canada Masters a Cincinnati. Na BNP Paribas Open 2022 vyhrál Nadal rovněž jako první tenista 400. zápas v kategorii Masters.
Jako nejmladší v kategorii triumfoval Američan Michael Chang na torontském Canada Masters 1990, když mu v den vítězství bylo 18 let a 157 dní. Naopak nejstarším šampionem se stal Roger Federer, jenž ovládl Miami Open 2019 ve 37 letech a 234 dnech. Tím překonal vlastní rekord z BNP Paribas Open 2017. Nejstarším vítězem premiérového kariérního titulu z dvouhry se tři týdny před 33. narozeninami stal Američan na John Isner na Miami Open 2018. Nejníže postaveným vítězem se stal Chorvat Borna Ćorić, jenž cincinnatský Western & Southern Open 2022 ovládl z pozice 152. hráče žebříčku. Překonal tak rekordní postavení 143. tenisty světa Roberta Carretera z Hamburg Open 1996. Nejmladším vítězem zápasu na Mastersu se stal 15letý Richard Gasquet na Monte-Carlo Masters 2002, když v úvodním kole zdolal Squillariho.
Trofejí ze srpnového Cincinnati Masters 2018 se stal Djoković prvním tenistou, který dokázal zkompletovat trofeje ze všech devíti podniků série Masters, v této podobě hrané od roku 1990. Na uzavření tzv. kariérního Golden Mastersu (Zlatého Mastersu) přitom čekal pět let, když mu unikal poslední cincinnatský titul. Trofejí na Cincinnati Masters 2020 v New Yorku pak Srb zkompletoval Zlatý Masters podruhé a zůstával jeho jediným držitelem. Sedm z devíti turnajů vyhráli Andre Agassi, Roger Federer, Rafael Nadal a Andy Murray. Ve čtyřhře zkompletovali všech devět turnajových triumfů Daniel Nestor, Bob a Mike Bryanovi.
Ve čtyřhře si nejvyšší počet třiceti devíti titulů připsali američtí bratři Bob a Mike Bryanovi. Bryanovci se stali jediným párem, který ovládl šest turnajů v jediné sezóně (2014) a který dvakrát zvítězil na pěti turnajích v jediné sezóně (2007, 2013). Vůbec nejstarším šampionem Mastersu bez rozdílu soutěže se stal Ind Rohan Bopanna, který vyhrál čtyřhru Miami Open 2024 ve věku 44 let a 27 dní.

## Historické názvy
1990–1995

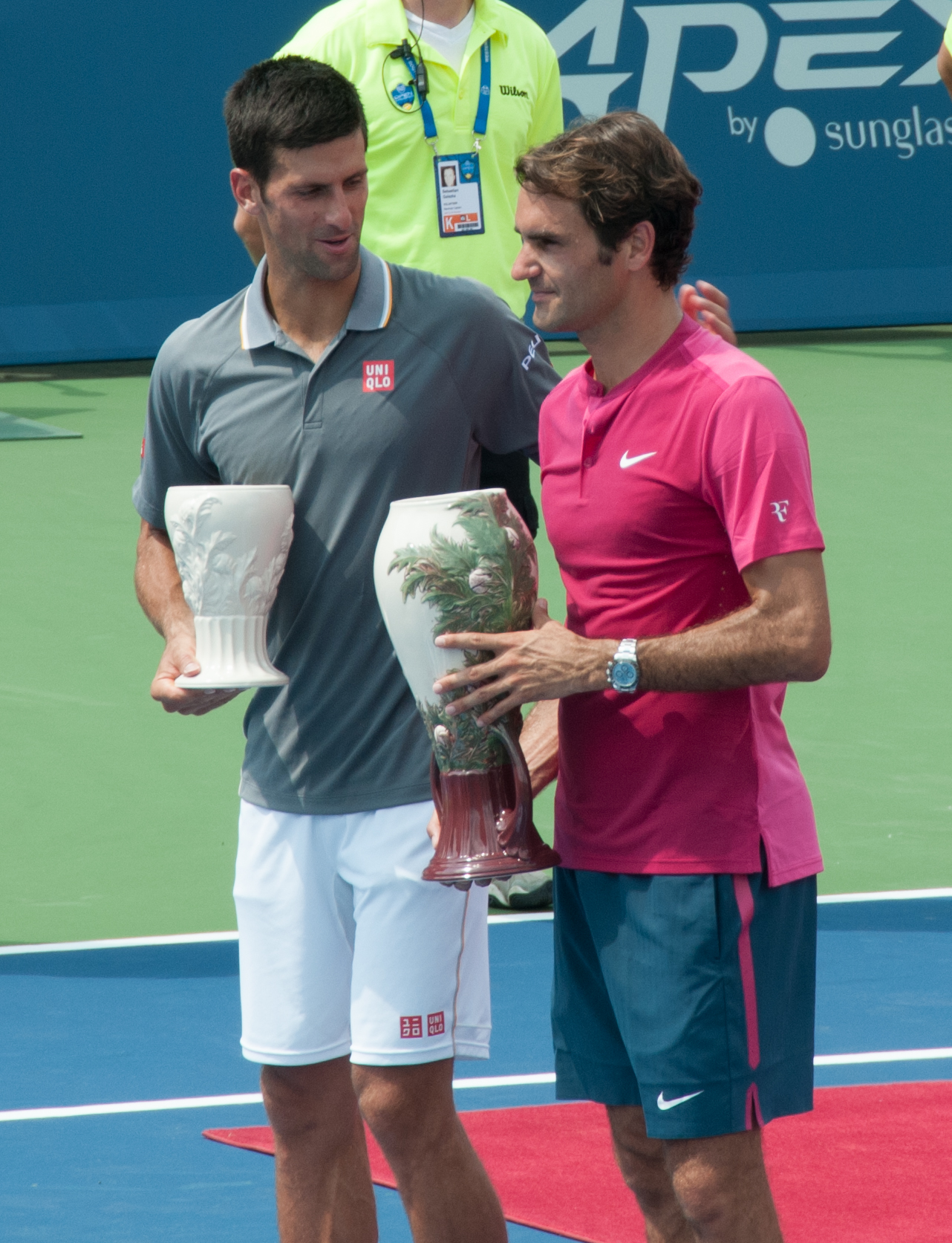
Finalista Djoković a vítěz Federer po finále Cincinnati Masters 2015 s cenami

ATP Championship Series, Single-Week
1996–1999
ATP Super 9
2000–2003
Tennis Masters Series
2004–2008
ATP Masters Series
2009–2018
ATP World Tour Masters 1000
Od 2019
ATP Tour Masters 1000

## Změny od sezóny 2009
Dne 31. srpna 2007 vedení ATP Tour oznámilo změny, které začaly platit od sezóny 2009. ATP Masters Series tak byla přejmenována na ATP World Tour Masters 1000, kdy číslovka 1000 vyjadřuje počet bodů pro singlové i deblové vítěze. V rozporu s dřívějšími plány se počet turnajů nesnížil na osm. Do kategorie byl na říjnový termín zařazen nový podnik v čínské Šanghaji a turnaj v Madridu byl přesunut na květen, když nahradil podnik v Hamburku. Ten i přes protesty klesl do nižší kategorie ATP Tour 500 .
Od sezóny 2011 má šest událostí z devíti také ženskou část, která je organizována profesionálním okruhem WTA Tour.

## Přehled turnajů
| Turnaj               | Stát          | Dějiště               | Areál / Hala                 | Vznik | Povrch    | Centrkurt     |
| -------------------- | ------------- | --------------------- | ---------------------------- | ----- | --------- | ------------- |
| Indian Wells Masters | Spojené státy | Indian Wells          | Indian Wells Tennis Garden   | 1987  | tvrdý     | 16 100        |
| Miami Masters        | Spojené státy | Miami Gardens         | Hard Rock Stadium            | 1985  | tvrdý     | 13 800        |
| Monte-Carlo Masters  | Francie       | Roquebrune-Cap-Martin | Monte Carlo Country Club     | 1897  | antuka    | 10 200        |
| Madrid Open          | Španělsko     | Madrid                | Park Manzanares              | 2002  | antuka    | 12 500        |
| Rome Masters         | Itálie        | Řím                   | Foro Italico                 | 1930  | antuka    | 12 500        |
| Canada Masters       | Kanada        | Montréal Toronto      | IGA Stadium Sobeys Stadium   | 1881  | tvrdý     | 11 700 12 500 |
| Cincinnati Masters   | Spojené státy | Mason                 | Lindner Family Tennis Center | 1899  | tvrdý     | 11 600        |
| Shanghai Masters     | Čína          | Šanghaj               | Stadion Čchi-čung            | 2009  | tvrdý (h) | 15 000        |
| Paris Masters        | Francie       | Paříž                 | AccorHotels Arena            | 1968  | tvrdý(h)  | 14 000        |

Vysvětlivky
1. ↑  Monte-Carlo Masters se odehrává na území francouzské obce Roquebrune-Cap-Martin v příhraničním departementu Alpes-Maritimes, nikoli v Monaku.

## Rozpis bodů
| ATP Tour 2024                                                                                                | ATP Tour 2024 | ATP Tour 2024 | ATP Tour 2024 | ATP Tour 2024  | ATP Tour 2024 | ATP Tour 2024 | ATP Tour 2024 | ATP Tour 2024 | ATP Tour 2024 | ATP Tour 2024 | ATP Tour 2024 | ATP Tour 2024 | ATP Tour 2024 | ATP Tour 2024 |
| ↓kategorie / fáze→                                                                                           | vítězové      | finalisté     | semifinalisté | čtvrtfinalisté | 16 v kole     | 32 v kole     | 64 v kole     | 128 v kole    | QV            | Q3            | Q2            | Q1            |               |               |
| --- | ------------- | ------------- | ------------- | -------------- | ------------- | ------------- | ------------- | ------------- | ------------- | ------------- | ------------- | ------------- | ------------- | ------------- |
| ATP Tour Masters 1000 (96D)                                                                                  | 1000          | 650           | 400           | 200            | 100           | 50            | 30            | 10            | 20            | –             | 10            | 0             |               |               |
| ATP Tour Masters 1000 (56D)                                                                                  | 1000          | 650           | 400           | 200            | 100           | 50            | 10            | –             | 30            | –             | 16            | 0             |               |               |
| ATP Tour Masters 1000 (32Č)                                                                                  | 1000          | 600           | 360           | 180            | 90            | 0             | –             | –             | –             | –             | –             | –             |               |               |
| QV – vítěz kvalifikace, Q1–3 – 1. až 3. kolo kvalifikace, (xD/Č) – „x“ počet hráčů dvouhry/čtyřhry v soutěži |               |               |               |                |               |               |               |               |               |               |               |               |               |               |

## Přehled titulů

### Dvouhra
| Celkové pořadí ve dvouhře od sezóny 1970                                                      | Celkové pořadí ve dvouhře od sezóny 1970 | Celkové pořadí ve dvouhře od sezóny 1970 | Celkové pořadí ve dvouhře od sezóny 1970 | Celkové pořadí ve dvouhře od sezóny 1970 | Celkové pořadí ve dvouhře od sezóny 1970 | Celkové pořadí ve dvouhře od sezóny 1970 | Celkové pořadí ve dvouhře od sezóny 1970 | Celkové pořadí ve dvouhře od sezóny 1970 | Celkové pořadí ve dvouhře od sezóny 1970 | Celkové pořadí ve dvouhře od sezóny 1970 | Celkové pořadí ve dvouhře od sezóny 1970 | Celkové pořadí ve dvouhře od sezóny 1970 | Celkové pořadí ve dvouhře od sezóny 1970 | Celkové pořadí ve dvouhře od sezóny 1970 | Celkové pořadí ve dvouhře od sezóny 1970 | Celkové pořadí ve dvouhře od sezóny 1970 | Celkové pořadí ve dvouhře od sezóny 1970 | Celkové pořadí ve dvouhře od sezóny 1970 | Celkové pořadí ve dvouhře od sezóny 1970 | Celkové pořadí ve dvouhře od sezóny 1970 | Celkové pořadí ve dvouhře od sezóny 1970 | Celkové pořadí ve dvouhře od sezóny 1970 | Celkové pořadí ve dvouhře od sezóny 1970 | Celkové pořadí ve dvouhře od sezóny 1970 | Celkové pořadí ve dvouhře od sezóny 1970 | Celkové pořadí ve dvouhře od sezóny 1970 |
| P                                                                                             | tenista                                  | HA                                       | IW                                       | MI                                       | MC                                       | RO                                       | WA                                       | TO                                       | TM                                       | CI                                       | LA                                       | LO                                       | PH                                       | ST                                       | IN                                       | LV                                       | FH                                       | BO                                       | PA                                       | JO                                       | SY                                       | ES                                       | MA                                       | SH                                       |                                          | éra titulů                               |
| --------------------------------------------------------------------------------------------- | ---------------------------------------- | ---------------------------------------- | ---------------------------------------- | ---------------------------------------- | ---------------------------------------- | ---------------------------------------- | ---------------------------------------- | ---------------------------------------- | ---------------------------------------- | ---------------------------------------- | ---------------------------------------- | ---------------------------------------- | ---------------------------------------- | ---------------------------------------- | ---------------------------------------- | ---------------------------------------- | ---------------------------------------- | ---------------------------------------- | ---------------------------------------- | ---------------------------------------- | ---------------------------------------- | ---------------------------------------- | ---------------------------------------- | ---------------------------------------- | ---------------------------------------- | ---------------------------------------- |
| 1.                                                                                            | Novak Djoković                           | –                                        | 5                                        | 6                                        | 2                                        | 6                                        | –                                        | –                                        | 4                                        | 3                                        | –                                        | –                                        | –                                        | –                                        | –                                        | –                                        | –                                        | –                                        | 7                                        | –                                        | –                                        | –                                        | 3                                        | 4                                        | 40                                       | 2007–2023 (17)                           |
| 2.                                                                                            | Rafael Nadal                             | 1                                        | 3                                        | –                                        | 11                                       | 10                                       | –                                        | –                                        | 5                                        | 1                                        | –                                        | –                                        | –                                        | –                                        | –                                        | –                                        | –                                        | –                                        | –                                        | –                                        | –                                        | –                                        | 5                                        | –                                        | 36                                       | 2005–2021 (17)                           |
| 3.                                                                                            | Roger Federer                            | 4                                        | 5                                        | 4                                        | –                                        | –                                        | –                                        | –                                        | 2                                        | 7                                        | –                                        | –                                        | –                                        | –                                        | –                                        | –                                        | –                                        | –                                        | 1                                        | –                                        | –                                        | –                                        | 3                                        | 2                                        | 28                                       | 2002–2019 (18)                           |
| 4.                                                                                            | Ivan Lendl                               | 2                                        | –                                        | 2                                        | 2                                        | 2                                        | –                                        | 2                                        | 6                                        | 1                                        | –                                        | –                                        | 1                                        | 1                                        | –                                        | 1                                        | 2                                        | –                                        | –                                        | –                                        | –                                        | –                                        | –                                        | –                                        | 22                                       | 1980–1989 (10)                           |
| 5.                                                                                            | John McEnroe                             | –                                        | –                                        | –                                        | –                                        | –                                        | –                                        | 1                                        | 2                                        | 1                                        | –                                        | 5                                        | 4                                        | 4                                        | –                                        | –                                        | 2                                        | –                                        | –                                        | –                                        | –                                        | –                                        | –                                        | –                                        | 19                                       | 1978–1985 (8)                            |
| 6.                                                                                            | Jimmy Connors                            | –                                        | –                                        | –                                        | –                                        | –                                        | 1                                        | 2                                        | –                                        | –                                        | 1                                        | 2                                        | 4                                        | –                                        | 2                                        | 2                                        | –                                        | 1                                        | –                                        | 2                                        | –                                        | –                                        | –                                        | –                                        | 17                                       | 1973–1984 (12)                           |
| 6.                                                                                            | Andre Agassi                             | –                                        | 1                                        | 6                                        | –                                        | 1                                        | –                                        | –                                        | 3                                        | 3                                        | –                                        | –                                        | –                                        | –                                        | –                                        | –                                        | –                                        | –                                        | 2                                        | –                                        | –                                        | –                                        | 1                                        | –                                        | 17                                       | 1990–2004 (15)                           |
| 8.                                                                                            | Björn Borg                               | –                                        | –                                        | –                                        | 3                                        | 2                                        | –                                        | 2                                        | 1                                        | –                                        | –                                        | 1                                        | –                                        | 1                                        | –                                        | 2                                        | –                                        | 3                                        | –                                        | –                                        | –                                        | –                                        | –                                        | –                                        | 15                                       | 1974–1980 (7)                            |
| 9.                                                                                            | Andy Murray                              | –                                        | –                                        | 2                                        | –                                        | 1                                        | –                                        | –                                        | 3                                        | 2                                        | –                                        | –                                        | –                                        | –                                        | –                                        | –                                        | –                                        | –                                        | 1                                        | –                                        | –                                        | –                                        | 2                                        | 3                                        | 14                                       | 2008–2016 (9)                            |
| 10.                                                                                           | Boris Becker                             | –                                        | 2                                        | –                                        | –                                        | –                                        | –                                        | 2                                        | 1                                        | 1                                        | –                                        | –                                        | –                                        | 4                                        | –                                        | –                                        | –                                        | –                                        | 2                                        | –                                        | –                                        | 1                                        | –                                        | –                                        | 13                                       | 1985–1996 (12)                           |
| 11.                                                                                           | Pete Sampras                             | –                                        | 2                                        | 3                                        | –                                        | 1                                        | –                                        | –                                        | –                                        | 3                                        | –                                        | –                                        | –                                        | –                                        | –                                        | –                                        | –                                        | –                                        | 2                                        | –                                        | –                                        | –                                        | –                                        | –                                        | 11                                       | 1992–2000 (9)                            |
| 12.                                                                                           | Rod Laver                                | –                                        | –                                        | –                                        | –                                        | 1                                        | –                                        | –                                        | –                                        | –                                        | 1                                        | 1                                        | 3                                        | –                                        | –                                        | 1                                        | –                                        | –                                        | –                                        | 1                                        | 1                                        | –                                        | –                                        | –                                        | 9                                        | 1970–1974 (5)                            |
| 13.                                                                                           | Stefan Edberg                            | 1                                        | 1                                        | –                                        | –                                        | –                                        | –                                        | 1                                        | –                                        | 2                                        | –                                        | –                                        | –                                        | 2                                        | –                                        | –                                        | –                                        | –                                        | 1                                        | –                                        | –                                        | –                                        | –                                        | –                                        | 8                                        | 1986–1992 (7)                            |
| 13.                                                                                           | Thomas Muster                            | –                                        | –                                        | 1                                        | 3                                        | 3                                        | –                                        | –                                        | –                                        | –                                        | –                                        | –                                        | –                                        | –                                        | –                                        | –                                        | –                                        | –                                        | –                                        | –                                        | –                                        | 1                                        | –                                        | –                                        | 8                                        | 1990–1997 (8)                            |
| 13.                                                                                           | Mats Wilander                            | –                                        | –                                        | 1                                        | 2                                        | 1                                        | –                                        | –                                        | –                                        | 4                                        | –                                        | –                                        | –                                        | –                                        | –                                        | –                                        | –                                        | –                                        | –                                        | –                                        | –                                        | –                                        | –                                        | –                                        | 8                                        | 1983–1988 (6)                            |
| 16.                                                                                           | Michael Chang                            | –                                        | 3                                        | 1                                        | –                                        | –                                        | –                                        | –                                        | 1                                        | 2                                        | –                                        | –                                        | –                                        | –                                        | –                                        | –                                        | –                                        | –                                        | –                                        | –                                        | –                                        | –                                        | –                                        | –                                        | 7                                        | 1990–1997 (8)                            |
| 17.                                                                                           | Ilie Năstase                             | –                                        | –                                        | –                                        | 3                                        | 2                                        | –                                        | –                                        | 1                                        | –                                        | –                                        | 1                                        | –                                        | –                                        | –                                        | –                                        | –                                        | –                                        | –                                        | –                                        | –                                        | –                                        | –                                        | –                                        | 7                                        | 1970–1973 (4)                            |
| 18.                                                                                           | Guillermo Vilas                          | 1                                        | –                                        | –                                        | 2                                        | 1                                        | 2                                        | –                                        | 1                                        | –                                        | –                                        | –                                        | –                                        | –                                        | –                                        | –                                        | –                                        | –                                        | –                                        | –                                        | –                                        | –                                        | –                                        | –                                        | 7                                        | 1974–1982 (9)                            |
| 19.                                                                                           | Alexander Zverev                         | –                                        | –                                        | –                                        | –                                        | 2                                        | –                                        | –                                        | 1                                        | 1                                        | –                                        | –                                        | –                                        | –                                        | –                                        | –                                        | –                                        | –                                        | 1                                        | –                                        | –                                        | –                                        | 2                                        | –                                        | 7                                        | 2017–2024 (8)                            |
| 19.                                                                                           | Carlos Alcaraz                           | –                                        | 2                                        | 1                                        | 1                                        | 1                                        | –                                        | –                                        | –                                        | –                                        | –                                        | –                                        | –                                        | –                                        | –                                        | –                                        | –                                        | –                                        | –                                        | –                                        | –                                        | –                                        | 2                                        | –                                        | 7                                        | 2022–2025 (4)                            |
| 21.                                                                                           | Manuel Orantes                           | –                                        | –                                        | –                                        | 1                                        | 1                                        | –                                        | –                                        | 1                                        | –                                        | –                                        | –                                        | –                                        | –                                        | 2                                        | –                                        | –                                        | 1                                        | –                                        | –                                        | –                                        | –                                        | –                                        | –                                        | 6                                        | 1972–1977 (6)                            |
| 21.                                                                                           | Daniil Medveděv                          | –                                        | –                                        | 1                                        | –                                        | 1                                        | –                                        | –                                        | 1                                        | 1                                        | –                                        | –                                        | –                                        | –                                        | –                                        | –                                        | –                                        | –                                        | 1                                        | –                                        | –                                        | –                                        | –                                        | 1                                        | 6                                        | 2019–2023 (5)                            |
| 23.                                                                                           | Jim Courier                              | –                                        | 2                                        | 1                                        | –                                        | 2                                        | –                                        | –                                        | –                                        | –                                        | –                                        | –                                        | –                                        | –                                        | –                                        | –                                        | –                                        | –                                        | –                                        | –                                        | –                                        | –                                        | –                                        | –                                        | 5                                        | 1991–1993 (3)                            |
| 23.                                                                                           | Marcelo Ríos                             | 1                                        | 1                                        | 1                                        | 1                                        | 1                                        | –                                        | –                                        | –                                        | –                                        | –                                        | –                                        | –                                        | –                                        | –                                        | –                                        | –                                        | –                                        | –                                        | –                                        | –                                        | –                                        | –                                        | –                                        | 5                                        | 1995–2003 (9)                            |
| 23.                                                                                           | Gustavo Kuerten                          | 1                                        | –                                        | –                                        | 2                                        | 1                                        | –                                        | –                                        | –                                        | 1                                        | –                                        | –                                        | –                                        | –                                        | –                                        | –                                        | –                                        | –                                        | –                                        | –                                        | –                                        | –                                        | –                                        | –                                        | 5                                        | 1999–2001 (3)                            |
| 23.                                                                                           | Marat Safin                              | –                                        | –                                        | –                                        | –                                        | –                                        | –                                        | –                                        | 1                                        | –                                        | –                                        | –                                        | –                                        | –                                        | –                                        | –                                        | –                                        | –                                        | 3                                        | –                                        | –                                        | –                                        | 1                                        | –                                        | 5                                        | 2000–2004 (5)                            |
| 23.                                                                                           | Andy Roddick                             | –                                        | –                                        | 2                                        | –                                        | –                                        | –                                        | –                                        | 1                                        | 2                                        | –                                        | –                                        | –                                        | –                                        | –                                        | –                                        | –                                        | –                                        | –                                        | –                                        | –                                        | –                                        | –                                        | –                                        | 5                                        | 2003–2010 (8)                            |
| 28.                                                                                           | Stan Smith                               | –                                        | –                                        | –                                        | –                                        | –                                        | –                                        | –                                        | –                                        | –                                        | 1                                        | –                                        | 1                                        | 2                                        | –                                        | –                                        | –                                        | –                                        | –                                        | –                                        | –                                        | –                                        | –                                        | –                                        | 4                                        | 1970–1973 (4)                            |
| 28.                                                                                           | Andrij Medveděv                          | 3                                        | –                                        | –                                        | 1                                        | –                                        | –                                        | –                                        | –                                        | –                                        | –                                        | –                                        | –                                        | –                                        | –                                        | –                                        | –                                        | –                                        | –                                        | –                                        | –                                        | –                                        | –                                        | –                                        | 4                                        | 1994–1997 (4)                            |
| 28.                                                                                           | Juan Carlos Ferrero                      | –                                        | –                                        | –                                        | 2                                        | 1                                        | –                                        | –                                        | –                                        | –                                        | –                                        | –                                        | –                                        | –                                        | –                                        | –                                        | –                                        | –                                        | –                                        | –                                        | –                                        | –                                        | 1                                        | –                                        | 4                                        | 2001–2003 (3)                            |
| 28.                                                                                           | Jannik Sinner                            | –                                        | –                                        | 1                                        | –                                        | –                                        | –                                        | –                                        | 1                                        | 1                                        | –                                        | –                                        | –                                        | –                                        | –                                        | –                                        | –                                        | –                                        | –                                        | –                                        | –                                        | –                                        | –                                        | 1                                        | 4                                        | 2023–2024 (2)                            |
| aktivní hráči tučně; turnajový rekord v počtu titulů podtržen (hráči se čtyřmi a více tituly) |                                          |                                          |                                          |                                          |                                          |                                          |                                          |                                          |                                          |                                          |                                          |                                          |                                          |                                          |                                          |                                          |                                          |                                          |                                          |                                          |                                          |                                          |                                          |                                          |                                          |                                          |

### Čtyřhra
| Celkové pořadí ve čtyřhře od sezóny 1970                                                   | Celkové pořadí ve čtyřhře od sezóny 1970 | Celkové pořadí ve čtyřhře od sezóny 1970 | Celkové pořadí ve čtyřhře od sezóny 1970 | Celkové pořadí ve čtyřhře od sezóny 1970 | Celkové pořadí ve čtyřhře od sezóny 1970 | Celkové pořadí ve čtyřhře od sezóny 1970 | Celkové pořadí ve čtyřhře od sezóny 1970 | Celkové pořadí ve čtyřhře od sezóny 1970 | Celkové pořadí ve čtyřhře od sezóny 1970 | Celkové pořadí ve čtyřhře od sezóny 1970 | Celkové pořadí ve čtyřhře od sezóny 1970 | Celkové pořadí ve čtyřhře od sezóny 1970 | Celkové pořadí ve čtyřhře od sezóny 1970 | Celkové pořadí ve čtyřhře od sezóny 1970 | Celkové pořadí ve čtyřhře od sezóny 1970 | Celkové pořadí ve čtyřhře od sezóny 1970 | Celkové pořadí ve čtyřhře od sezóny 1970 | Celkové pořadí ve čtyřhře od sezóny 1970 | Celkové pořadí ve čtyřhře od sezóny 1970 | Celkové pořadí ve čtyřhře od sezóny 1970 | Celkové pořadí ve čtyřhře od sezóny 1970 | Celkové pořadí ve čtyřhře od sezóny 1970 | Celkové pořadí ve čtyřhře od sezóny 1970 | Celkové pořadí ve čtyřhře od sezóny 1970 | Celkové pořadí ve čtyřhře od sezóny 1970 | Celkové pořadí ve čtyřhře od sezóny 1970 |
| P                                                                                          | tenista                                  | HA                                       | IW                                       | MI                                       | MC                                       | RO                                       | WA                                       | TO                                       | TM                                       | CI                                       | LA                                       | LO                                       | PH                                       | ST                                       | IN                                       | LV                                       | FH                                       | BO                                       | PA                                       | JO                                       | SY                                       | ES                                       | MA                                       | SH                                       |                                          | éra titulů                               |
| ------------------------------------------------------------------------------------------ | ---------------------------------------- | ---------------------------------------- | ---------------------------------------- | ---------------------------------------- | ---------------------------------------- | ---------------------------------------- | ---------------------------------------- | ---------------------------------------- | ---------------------------------------- | ---------------------------------------- | ---------------------------------------- | ---------------------------------------- | ---------------------------------------- | ---------------------------------------- | ---------------------------------------- | ---------------------------------------- | ---------------------------------------- | ---------------------------------------- | ---------------------------------------- | ---------------------------------------- | ---------------------------------------- | ---------------------------------------- | ---------------------------------------- | ---------------------------------------- | ---------------------------------------- | ---------------------------------------- |
| 1.                                                                                         | Bob Bryan                                | 1                                        | 2                                        | 6                                        | 6                                        | 4                                        | –                                        | –                                        | 5                                        | 5                                        | –                                        | –                                        | –                                        | –                                        | –                                        | –                                        | –                                        | –                                        | 4                                        | –                                        | –                                        | –                                        | 5                                        | 1                                        | 39                                       | 2002–2019 (18)                           |
| =                                                                                          | Mike Bryan                               | 1                                        | 2                                        | 6                                        | 6                                        | 4                                        | –                                        | –                                        | 5                                        | 5                                        | –                                        | –                                        | –                                        | –                                        | –                                        | –                                        | –                                        | –                                        | 4                                        | –                                        | –                                        | –                                        | 5                                        | 1                                        | 39                                       | 2002–2019 (18)                           |
| 3.                                                                                         | Daniel Nestor                            | 3                                        | 4                                        | 1                                        | 2                                        | 4                                        | –                                        | –                                        | 2                                        | 5                                        | –                                        | –                                        | –                                        | –                                        | –                                        | –                                        | –                                        | –                                        | 1                                        | –                                        | –                                        | –                                        | 5                                        | 1                                        | 28                                       | 1996–2015 (20)                           |
| 4.                                                                                         | Todd Woodbridge                          | 2                                        | 1                                        | 4                                        | 2                                        | –                                        | –                                        | –                                        | –                                        | 4                                        | –                                        | –                                        | –                                        | 3                                        | –                                        | –                                        | –                                        | –                                        | 1                                        | –                                        | –                                        | 1                                        | –                                        | –                                        | 18                                       | 1992–2003 (12)                           |
| 5.                                                                                         | Mark Knowles                             | 2                                        | 4                                        | 1                                        | –                                        | 2                                        | –                                        | –                                        | 2                                        | 3                                        | –                                        | –                                        | –                                        | –                                        | –                                        | –                                        | –                                        | –                                        | –                                        | –                                        | –                                        | –                                        | 3                                        | –                                        | 17                                       | 1993–2009 (17)                           |
| 6.                                                                                         | Max Mirnyj                               | 1                                        | –                                        | 4                                        | 2                                        | 1                                        | –                                        | –                                        | 1                                        | 2                                        | –                                        | –                                        | –                                        | –                                        | –                                        | –                                        | –                                        | –                                        | 2                                        | –                                        | –                                        | 1                                        | 1                                        | 1                                        | 16                                       | 2000–2011 (12)                           |
| =                                                                                          | Maheš Bhúpatí                            | 1                                        | –                                        | 1                                        | 1                                        | 2                                        | –                                        | –                                        | 5                                        | 2                                        | –                                        | –                                        | –                                        | –                                        | –                                        | –                                        | –                                        | –                                        | 3                                        | –                                        | –                                        | –                                        | 1                                        | –                                        | 16                                       | 1997–2012 (16)                           |
| 8.                                                                                         | Jonas Björkman                           | 2                                        | 1                                        | 2                                        | 3                                        | –                                        | –                                        | –                                        | 1                                        | 3                                        | –                                        | –                                        | –                                        | –                                        | –                                        | –                                        | –                                        | –                                        | 2                                        | –                                        | –                                        | 1                                        | –                                        | –                                        | 15                                       | 1998–2008 (11)                           |
| =                                                                                          | Mark Woodforde                           | 1                                        | 1                                        | 4                                        | 1                                        | –                                        | –                                        | –                                        | –                                        | 4                                        | –                                        | –                                        | –                                        | 3                                        | –                                        | –                                        | –                                        | –                                        | –                                        | –                                        | –                                        | 1                                        | –                                        | –                                        | 15                                       | 1989–2000 (12)                           |
| =                                                                                          | Peter Fleming                            | –                                        | –                                        | –                                        | 1                                        | 1                                        | –                                        | –                                        | 2                                        | 1                                        | –                                        | 5                                        | 3                                        | 1                                        | –                                        | 1                                        | –                                        | –                                        | –                                        | –                                        | –                                        | –                                        | –                                        | –                                        | 15                                       | 1978–1984 (7)                            |
| =                                                                                          | John McEnroe                             | –                                        | –                                        | –                                        | –                                        | –                                        | –                                        | –                                        | 2                                        | 2                                        | –                                        | 5                                        | 3                                        | 1                                        | –                                        | 1                                        | –                                        | –                                        | 1                                        | –                                        | –                                        | –                                        | –                                        | –                                        | 15                                       | 1978–1984 (7)                            |
| =                                                                                          | / Nenad Zimonjić                         | 1                                        | –                                        | –                                        | 5                                        | 3                                        | –                                        | –                                        | 2                                        | 1                                        | –                                        | –                                        | –                                        | –                                        | –                                        | –                                        | –                                        | –                                        | 1                                        | –                                        | –                                        | –                                        | 2                                        | –                                        | 15                                       | 2004–2014 (11)                           |
| 13.                                                                                        | Leander Paes                             | –                                        | 1                                        | 3                                        | 1                                        | 1                                        | –                                        | –                                        | 2                                        | 2                                        | –                                        | –                                        | –                                        | –                                        | –                                        | –                                        | –                                        | –                                        | 1                                        | –                                        | –                                        | –                                        | –                                        | 2                                        | 13                                       | 1997–2012 (16)                           |
| 14.                                                                                        | Brian Gottfried                          | –                                        | –                                        | –                                        | –                                        | 4                                        | 1                                        | –                                        | –                                        | –                                        | –                                        | –                                        | 2                                        | –                                        | 1                                        | 1                                        | –                                        | 1                                        | –                                        | –                                        | –                                        | –                                        | –                                        | –                                        | 10                                       | 1973–1977 (5)                            |
| =                                                                                          | Paul Haarhuis                            | 1                                        | –                                        | 1                                        | 2                                        | 1                                        | –                                        | –                                        | 1                                        | –                                        | –                                        | –                                        | –                                        | –                                        | –                                        | –                                        | –                                        | –                                        | 3                                        | –                                        | –                                        | 1                                        | –                                        | –                                        | 10                                       | 1993–1998 (6)                            |
| =                                                                                          | Tom Okker                                | 1                                        | –                                        | –                                        | –                                        | 1                                        | –                                        | –                                        | 1                                        | –                                        | 1                                        | –                                        | 1                                        | 4                                        | –                                        | –                                        | –                                        | –                                        | –                                        | 1                                        | –                                        | –                                        | –                                        | –                                        | 10                                       | 1971–1979 (9)                            |
| =                                                                                          | Raúl Ramírez                             | –                                        | –                                        | –                                        | 1                                        | 4                                        | 1                                        | –                                        | 1                                        | –                                        | –                                        | –                                        | 1                                        | –                                        | 1                                        | –                                        | –                                        | 1                                        | –                                        | –                                        | –                                        | –                                        | –                                        | –                                        | 10                                       | 1974–1977 (4)                            |
| =                                                                                          | Stan Smith                               | –                                        | –                                        | –                                        | –                                        | –                                        | 1                                        | –                                        | –                                        | –                                        | –                                        | 2                                        | –                                        | 2                                        | –                                        | 2                                        | –                                        | 3                                        | –                                        | –                                        | –                                        | –                                        | –                                        | –                                        | 10                                       | 1970–1977 (8)                            |
| 19.                                                                                        | Ken Flach                                | –                                        | –                                        | 1                                        | –                                        | 1                                        | –                                        | 1                                        | 2                                        | 3                                        | –                                        | –                                        | –                                        | –                                        | –                                        | –                                        | 1                                        | –                                        | –                                        | –                                        | –                                        | –                                        | –                                        | –                                        | 9                                        | 1984–1989 (6)                            |
| =                                                                                          | Guy Forget                               | –                                        | 4                                        | –                                        | 1                                        | 2                                        | –                                        | –                                        | –                                        | –                                        | –                                        | –                                        | –                                        | 2                                        | –                                        | –                                        | –                                        | –                                        | –                                        | –                                        | –                                        | –                                        | –                                        | –                                        | 9                                        | 1985–1993 (9)                            |
| =                                                                                          | Anders Järryd                            | 1                                        | –                                        | 2                                        | –                                        | 1                                        | –                                        | –                                        | –                                        | 1                                        | –                                        | –                                        | –                                        | 2                                        | –                                        | –                                        | –                                        | –                                        | 2                                        | –                                        | –                                        | –                                        | –                                        | –                                        | 9                                        | 1984–1991 (8)                            |
| =                                                                                          | Ilie Năstase                             | –                                        | –                                        | –                                        | 3                                        | 2                                        | –                                        | –                                        | –                                        | –                                        | –                                        | 1                                        | 1                                        | 1                                        | 1                                        | –                                        | –                                        | –                                        | –                                        | –                                        | –                                        | –                                        | –                                        | –                                        | 9                                        | 1970–1979 (10)                           |
| =                                                                                          | Tomáš Šmíd                               | 3                                        | –                                        | –                                        | 4                                        | 1                                        | –                                        | –                                        | –                                        | –                                        | –                                        | –                                        | 1                                        | –                                        | –                                        | –                                        | –                                        | –                                        | –                                        | –                                        | –                                        | –                                        | –                                        | –                                        | 9                                        | 1978–1991 (14)                           |
| =                                                                                          | Marcelo Melo                             | –                                        | –                                        | 1                                        | –                                        | –                                        | –                                        | –                                        | 1                                        | 1                                        | –                                        | –                                        | –                                        | –                                        | –                                        | –                                        | –                                        | –                                        | 2                                        | –                                        | –                                        | –                                        | 1                                        | 3                                        | 9                                        | 2013–2018 (5)                            |
| 25.                                                                                        | Jacco Eltingh                            | –                                        | –                                        | 1                                        | 2                                        | 1                                        | –                                        | –                                        | –                                        | –                                        | –                                        | –                                        | –                                        | –                                        | –                                        | –                                        | –                                        | –                                        | 3                                        | –                                        | –                                        | 1                                        | –                                        | –                                        | 8                                        | 1993–1998 (6)                            |
| =                                                                                          | Frew McMillan                            | –                                        | –                                        | –                                        | 1                                        | –                                        | –                                        | –                                        | –                                        | –                                        | –                                        | 2                                        | 2                                        | 2                                        | –                                        | –                                        | –                                        | –                                        | –                                        | 1                                        | –                                        | –                                        | –                                        | –                                        | 8                                        | 1971–1978 (8)                            |
| =                                                                                          | Robert Seguso                            | –                                        | –                                        | –                                        | –                                        | 1                                        | –                                        | 1                                        | 2                                        | 3                                        | –                                        | –                                        | –                                        | –                                        | –                                        | –                                        | 1                                        | –                                        | –                                        | –                                        | –                                        | –                                        | –                                        | –                                        | 8                                        | 1984–1991 (8)                            |
| =                                                                                          | Nikola Mektić                            | 1                                        | 2                                        | 2                                        | 1                                        | 2                                        | –                                        | –                                        | –                                        | –                                        | –                                        | –                                        | –                                        | –                                        | –                                        | –                                        | –                                        | –                                        | –                                        | –                                        | –                                        | –                                        | –                                        | –                                        | 8                                        | 2018–2024 (7)                            |
| =                                                                                          | Marcel Granollers                        | –                                        | –                                        | –                                        | –                                        | 3                                        | –                                        | –                                        | 1                                        | 1                                        | –                                        | –                                        | –                                        | –                                        | –                                        | –                                        | –                                        | –                                        | 1                                        | –                                        | –                                        | –                                        | 1                                        | 1                                        | 8                                        | 2012–2024 (13)                           |
| 31.                                                                                        | Wojciech Fibak                           | 1                                        | –                                        | –                                        | 1                                        | –                                        | –                                        | –                                        | 1                                        | –                                        | –                                        | 1                                        | 1                                        | 2                                        | –                                        | –                                        | –                                        | –                                        | –                                        | –                                        | –                                        | –                                        | –                                        | –                                        | 7                                        | 1975–1979 (5)                            |
| =                                                                                          | Andrés Gómez                             | 3                                        | –                                        | –                                        | 1                                        | 1                                        | –                                        | 1                                        | –                                        | –                                        | –                                        | –                                        | –                                        | 1                                        | –                                        | –                                        | –                                        | –                                        | –                                        | –                                        | –                                        | –                                        | –                                        | –                                        | 7                                        | 1980–1987 (8)                            |
| =                                                                                          | Bob Hewitt                               | –                                        | –                                        | –                                        | 1                                        | –                                        | –                                        | –                                        | –                                        | –                                        | –                                        | 1                                        | 2                                        | 2                                        | –                                        | –                                        | –                                        | –                                        | –                                        | 1                                        | –                                        | –                                        | –                                        | –                                        | 7                                        | 1971–1978 (8)                            |
| =                                                                                          | Jevgenij Kafelnikov                      | 1                                        | 2                                        | –                                        | 1                                        | 2                                        | –                                        | –                                        | 1                                        | –                                        | –                                        | –                                        | –                                        | –                                        | –                                        | –                                        | –                                        | –                                        | –                                        | –                                        | –                                        | –                                        | –                                        | –                                        | 7                                        | 1994–2003 (10)                           |
| =                                                                                          | Marty Riessen                            | –                                        | –                                        | –                                        | 1                                        | –                                        | –                                        | 1                                        | –                                        | –                                        | 1                                        | –                                        | 1                                        | 2                                        | –                                        | 1                                        | –                                        | –                                        | –                                        | –                                        | –                                        | –                                        | –                                        | –                                        | 7                                        | 1970–1981 (12)                           |
| =                                                                                          | Sherwood Stewart                         | –                                        | –                                        | –                                        | 1                                        | –                                        | –                                        | 2                                        | –                                        | –                                        | –                                        | 1                                        | 1                                        | 1                                        | –                                        | 1                                        | –                                        | –                                        | –                                        | –                                        | –                                        | –                                        | –                                        | –                                        | 7                                        | 1979–1986 (8)                            |
| =                                                                                          | Pierre-Hugues Herbert                    | –                                        | 1                                        | 1                                        | 1                                        | 1                                        | –                                        | –                                        | 1                                        | 1                                        | –                                        | –                                        | –                                        | –                                        | –                                        | –                                        | –                                        | –                                        | 1                                        | –                                        | –                                        | –                                        | –                                        | –                                        | 7                                        | 2016–2019 (4)                            |
| =                                                                                          | Nicolas Mahut                            | –                                        | 1                                        | 1                                        | 1                                        | 1                                        | –                                        | –                                        | 1                                        | 1                                        | –                                        | –                                        | –                                        | –                                        | –                                        | –                                        | –                                        | –                                        | 1                                        | –                                        | –                                        | –                                        | –                                        | –                                        | 7                                        | 2016–2019 (4)                            |
| =                                                                                          | Horacio Zeballos                         | –                                        | 1                                        | –                                        | –                                        | 2                                        | –                                        | –                                        | 1                                        | 1                                        | –                                        | –                                        | –                                        | –                                        | –                                        | –                                        | –                                        | –                                        | –                                        | –                                        | –                                        | –                                        | 1                                        | 1                                        | 7                                        | 2019–2024 (5)                            |
| 40.                                                                                        | Wayne Ferreira                           | 1                                        | 2                                        | 1                                        | 1                                        | 1                                        | –                                        | –                                        | –                                        | –                                        | –                                        | –                                        | –                                        | –                                        | –                                        | –                                        | –                                        | –                                        | –                                        | –                                        | –                                        | –                                        | –                                        | –                                        | 6                                        | 1991–2003 (13)                           |
| =                                                                                          | Bob Lutz                                 | –                                        | –                                        | –                                        | –                                        | –                                        | 1                                        | –                                        | –                                        | –                                        | –                                        | –                                        | 1                                        | –                                        | –                                        | 2                                        | –                                        | 2                                        | –                                        | –                                        | –                                        | –                                        | –                                        | –                                        | 6                                        | 1972–1980 (9)                            |
| =                                                                                          | Emilio Sánchez                           | 4                                        | –                                        | –                                        | 1                                        | 1                                        | –                                        | –                                        | –                                        | –                                        | –                                        | –                                        | –                                        | –                                        | –                                        | –                                        | –                                        | –                                        | –                                        | –                                        | –                                        | –                                        | –                                        | –                                        | 6                                        | 1986–1992 (7)                            |
| =                                                                                          | Ivan Dodig                               | –                                        | –                                        | –                                        | 1                                        | –                                        | –                                        | –                                        | 1                                        | 2                                        | –                                        | –                                        | –                                        | –                                        | –                                        | –                                        | –                                        | –                                        | 1                                        | –                                        | –                                        | –                                        | –                                        | 1                                        | 6                                        | 2013–2023 (11)                           |
| =                                                                                          | Rohan Bopanna                            | –                                        | 1                                        | 1                                        | 1                                        | –                                        | –                                        | –                                        | –                                        | –                                        | –                                        | –                                        | –                                        | –                                        | –                                        | –                                        | –                                        | –                                        | 2                                        | –                                        | –                                        | –                                        | 1                                        | –                                        | 6                                        | 2011–2024 (13)                           |
| 46.                                                                                        | John Alexander                           | –                                        | –                                        | –                                        | 1                                        | –                                        | 1                                        | –                                        | –                                        | –                                        | 1                                        | –                                        | –                                        | –                                        | –                                        | 1                                        | –                                        | –                                        | –                                        | –                                        | 1                                        | –                                        | –                                        | –                                        | 5                                        | 1971–1975 (5)                            |
| =                                                                                          | Byron Black                              | –                                        | –                                        | –                                        | –                                        | 1                                        | –                                        | –                                        | 1                                        | 1                                        | –                                        | –                                        | –                                        | –                                        | –                                        | –                                        | –                                        | –                                        | 1                                        | –                                        | –                                        | 1                                        | –                                        | –                                        | 5                                        | 1993–1999 (7)                            |
| =                                                                                          | Wayne Black                              | 1                                        | 1                                        | 2                                        | –                                        | –                                        | –                                        | –                                        | 1                                        | –                                        | –                                        | –                                        | –                                        | –                                        | –                                        | –                                        | –                                        | –                                        | –                                        | –                                        | –                                        | –                                        | –                                        | –                                        | 5                                        | 1999–2005 (7)                            |
| =                                                                                          | Sergio Casal                             | 3                                        | –                                        | –                                        | 1                                        | 1                                        | –                                        | –                                        | –                                        | –                                        | –                                        | –                                        | –                                        | –                                        | –                                        | –                                        | –                                        | –                                        | –                                        | –                                        | –                                        | –                                        | –                                        | –                                        | 5                                        | 1986–1992 (7)                            |
| =                                                                                          | Phil Dent                                | –                                        | –                                        | –                                        | 1                                        | –                                        | 1                                        | –                                        | –                                        | –                                        | 1                                        | –                                        | –                                        | –                                        | –                                        | 1                                        | –                                        | –                                        | –                                        | –                                        | 1                                        | –                                        | –                                        | –                                        | 5                                        | 1971–1975 (5)                            |
| =                                                                                          | Stefan Edberg                            | 1                                        | –                                        | –                                        | 1                                        | –                                        | –                                        | –                                        | 1                                        | 1                                        | –                                        | –                                        | –                                        | 1                                        | –                                        | –                                        | –                                        | –                                        | –                                        | –                                        | –                                        | –                                        | –                                        | –                                        | 5                                        | 1984–1993 (10)                           |
| =                                                                                          | Patrick Galbraith                        | –                                        | 1                                        | –                                        | –                                        | –                                        | –                                        | –                                        | 3                                        | –                                        | –                                        | –                                        | –                                        | –                                        | –                                        | –                                        | –                                        | –                                        | 1                                        | –                                        | –                                        | –                                        | –                                        | –                                        | 5                                        | 1991–1996 (6)                            |
| =                                                                                          | Heinz Günthardt                          | 1                                        | –                                        | –                                        | 2                                        | 1                                        | –                                        | –                                        | –                                        | –                                        | –                                        | –                                        | –                                        | 1                                        | –                                        | –                                        | –                                        | –                                        | –                                        | –                                        | –                                        | –                                        | –                                        | –                                        | 5                                        | 1980–1983 (4)                            |
| =                                                                                          | Rod Laver                                | –                                        | –                                        | –                                        | –                                        | –                                        | –                                        | –                                        | –                                        | –                                        | –                                        | –                                        | 1                                        | –                                        | –                                        | 2                                        | –                                        | 2                                        | –                                        | –                                        | –                                        | –                                        | –                                        | –                                        | 5                                        | 1970–1974 (5)                            |
| =                                                                                          | Alex O'Brien                             | –                                        | 1                                        | –                                        | –                                        | –                                        | –                                        | –                                        | –                                        | 1                                        | –                                        | –                                        | –                                        | –                                        | –                                        | –                                        | –                                        | –                                        | 1                                        | –                                        | –                                        | 2                                        | –                                        | –                                        | 5                                        | 1994–2000 (7)                            |
| =                                                                                          | Rick Leach                               | –                                        | –                                        | 2                                        | –                                        | 1                                        | –                                        | –                                        | –                                        | 1                                        | –                                        | –                                        | –                                        | –                                        | –                                        | –                                        | –                                        | –                                        | 1                                        | –                                        | –                                        | –                                        | –                                        | –                                        | 5                                        | 1988-2001 (14)                           |
| =                                                                                          | Kevin Ullyett                            | 2                                        | –                                        | 1                                        | –                                        | –                                        | –                                        | –                                        | 1                                        | –                                        | –                                        | –                                        | –                                        | –                                        | –                                        | –                                        | –                                        | –                                        | 1                                        | –                                        | –                                        | –                                        | –                                        | –                                        | 5                                        | 2004–2008 (5)                            |
| =                                                                                          | Todd Witsken                             | –                                        | –                                        | 1                                        | –                                        | 1                                        | –                                        | –                                        | 2                                        | –                                        | –                                        | –                                        | –                                        | 1                                        | –                                        | –                                        | –                                        | –                                        | –                                        | –                                        | –                                        | –                                        | –                                        | –                                        | 5                                        | 1988–1992 (5)                            |
| =                                                                                          | John Isner                               | –                                        | 2                                        | 1                                        | –                                        | 1                                        | –                                        | –                                        | –                                        | –                                        | –                                        | –                                        | –                                        | –                                        | –                                        | –                                        | –                                        | –                                        | 1                                        | –                                        | –                                        | –                                        | –                                        | 1                                        | 5                                        | 2011–2022 (12)                           |
| =                                                                                          | Mate Pavić                               | –                                        | –                                        | 1                                        | 1                                        | 2                                        | –                                        | –                                        | –                                        | –                                        | –                                        | –                                        | –                                        | –                                        | –                                        | –                                        | –                                        | –                                        | –                                        | –                                        | –                                        | –                                        | –                                        | 1                                        | 5                                        | 2019–2022 (4)                            |
| =                                                                                          | Rajeev Ram                               | –                                        | 1                                        | –                                        | 1                                        | –                                        | –                                        | –                                        | 1                                        | 1                                        | –                                        | –                                        | –                                        | –                                        | –                                        | –                                        | –                                        | –                                        | 1                                        | –                                        | –                                        | –                                        | –                                        | –                                        | 5                                        | 2017–2022 (6)                            |
| aktivní hráči tučně; turnajový rekord v počtu titulů podtržen (hráči s pěti a více tituly) |                                          |                                          |                                          |                                          |                                          |                                          |                                          |                                          |                                          |                                          |                                          |                                          |                                          |                                          |                                          |                                          |                                          |                                          |                                          |                                          |                                          |                                          |                                          |                                          |                                          |                                          |

## Přehled finále
|  | první titul na Masters |

### 2023
| Turnaj                           | vítězové                                 | finalisté                           | výsledek                |
| -------------------------------- | ---------------------------------------- | ----------------------------------- | ----------------------- |
| Indian Wells (8.–19. března)     | Carlos Alcaraz                           | Daniil Medveděv                     | 6–3, 6–2                |
| Indian Wells (8.–19. března)     | Rohan Bopanna Matthew Ebden              | Wesley Koolhof Neal Skupski         | 6–3, 2–6, [10–8]        |
| Miami (22. března – 2. dubna)    | Daniil Medveděv                          | Jannik Sinner                       | 7–5, 6–3                |
| Miami (22. března – 2. dubna)    | Santiago González Édouard Roger-Vasselin | Austin Krajicek Nicolas Mahut       | 7–6(7–4), 7–5           |
| Monte-Carlo (9.–16. dubna)       | Andrej Rubljov                           | Holger Rune                         | 5−7, 6−2, 7−5           |
| Monte-Carlo (9.–16. dubna)       | Ivan Dodig Austin Krajicek               | Romain Arneodo Sam Weissborn        | 6–0, 4–6, [14–12]       |
| Madrid (26. dubna – 7. května)   | Carlos Alcaraz                           | Jan-Lennard Struff                  | 6–4, 3–6, 6–3           |
| Madrid (26. dubna – 7. května)   | Karen Chačanov Andrej Rubljov            | Rohan Bopanna Matthew Ebden         | 6–3, 3–6, [10–3]        |
| Řím (10.–21. května)             | Daniil Medveděv                          | Holger Rune                         | 7–5, 7–5                |
| Řím (10.–21. května)             | Hugo Nys Jan Zieliński                   | Robin Haase Botic van de Zandschulp | 7–5, 6–1                |
| Toronto (7.–13. srpna)           | Jannik Sinner                            | Alex de Minaur                      | 6–4, 6–1                |
| Toronto (7.–13. srpna)           | Marcelo Arévalo Jean-Julien Rojer        | Rajeev Ram Joe Salisbury            | 6–3, 6–1                |
| Cincinnati (13.–20. srpna)       | Novak Djoković                           | Carlos Alcaraz                      | 5–7, 7–6(9–7), 7–6(7–4) |
| Cincinnati (13.–20. srpna)       | Máximo González Andrés Molteni           | Jamie Murray Michael Venus          | 3–6, 6–1, [11–9]        |
| Šanghaj (4.–15. října)           | Hubert Hurkacz                           | Andrej Rubljov                      | 6–3, 3–6, 7–6(10–8)     |
| Šanghaj (4.–15. října)           | Marcel Granollers Horacio Zeballos       | Rohan Bopanna Matthew Ebden         | 5–7, 6–2, [10–7]        |
| Paříž (30. října – 5. listopadu) | Novak Djoković                           | Grigor Dimitrov                     | 6–4, 6–3                |
| Paříž (30. října – 5. listopadu) | Santiago González Édouard Roger-Vasselin | Rohan Bopanna Matthew Ebden         | 6–2, 5–7, [10–7]        |

### 2024
| Turnaj                           | vítězové                           | finalisté                          | výsledek              |
| -------------------------------- | ---------------------------------- | ---------------------------------- | --------------------- |
| Indian Wells (4.–17. března)     | Carlos Alcaraz                     | Daniil Medveděv                    | 7–6(7–5), 6–1         |
| Indian Wells (4.–17. března)     | Wesley Koolhof Nikola Mektić       | Marcel Granollers Horacio Zeballos | 7–6(7–2), 7–6(7–4)    |
| Miami (18.–31. března)           | Jannik Sinner                      | Grigor Dimitrov                    | 6–3, 6–1              |
| Miami (18.–31. března)           | Rohan Bopanna Matthew Ebden        | Ivan Dodig Austin Krajicek         | 6–7(3–7), 6–3, [10–6] |
| Monte-Carlo 8.–14. dubna)        | Stefanos Tsitsipas                 | Casper Ruud                        | 6–1, 6–4              |
| Monte-Carlo 8.–14. dubna)        | Sander Gillé Joran Vliegen         | Marcelo Melo Alexander Zverev      | 5–7, 6–3, [10–5]      |
| Madrid (22.–28. dubna)           | Andrej Rubljov                     | Félix Auger-Aliassime              | 4–6, 7–5, 7–5         |
| Madrid (22.–28. dubna)           | Sebastian Korda Jordan Thompson    | Ariel Behar Adam Pavlásek          | 6–3, 7–6(9–7)         |
| Řím (6.–12. května)              | Alexander Zverev                   | Nicolás Jarry                      | 6–4, 7–5              |
| Řím (6.–12. května)              | Marcel Granollers Horacio Zeballos | Marcelo Arévalo Mate Pavić         | 6–2, 6–2              |
| Montréal (5.–11. srpna)          |                                    |                                    |                       |
|                                  |                                    |                                    |                       |
| Cincinnati (12.–18. srpna)       |                                    |                                    |                       |
|                                  |                                    |                                    |                       |
| Šanghaj (30. září – 6. října)    |                                    |                                    |                       |
|                                  |                                    |                                    |                       |
| Paříž (28. října – 3. listopadu) |                                    |                                    |                       |
|                                  |                                    |                                    |                       |

## Kariérní Zlatý Masters
Související informace naleznete také v článkové sekci Kariérní Zlatý Slam.
Kariérní Zlatý Masters představuje vítězství na všech turnajích série Masters, které byly hrány v průběhu kariéry daného tenisty.

### Dvouhra
| Poč.                                                          | tenista              | tenista | Indian Wells | Miami | Monte-Carlo | Madrid | Řím  | Kanada | Cincinnati | Šanghaj | Paříž |
| ------------------------------------------------------------- | -------------------- | ------- | ------------ | ----- | ----------- | ------ | ---- | ------ | ---------- | ------- | ----- |
| 1                                                             | Novak Djoković (SRB) | [ 12 ]  | 2008         | 2007  | 2013        | 2011   | 2008 | 2007   | 2018       | 2012    | 2009  |
| 2                                                             | Novak Djoković (SRB) | [ 13 ]  | 2011         | 2011  | 2015        | 2016   | 2011 | 2011   | 2020       | 2013    | 2013  |
| Turnaj, kterým tenista zlatý masters zkompletoval je ztučněn. |                      |         |              |       |             |        |      |        |            |         |       |

### Čtyřhra
| Poč.                                                          | tenista             | tenista | Indian Wells | Miami | Monte-Carlo | Madrid | Řím  | Kanada | Cincinnati | Šanghaj | Paříž |
| ------------------------------------------------------------- | ------------------- | ------- | ------------ | ----- | ----------- | ------ | ---- | ------ | ---------- | ------- | ----- |
| 1                                                             | Daniel Nestor (CAN) | [ 14 ]  | 1997         | 2002  | 2009        | 2002   | 1997 | 2000   | 1996       | 2009    | 1996  |
| 1                                                             | Bob Bryan (USA)     | [ 15 ]  | 2013         | 2007  | 2007        | 2006   | 2008 | 2002   | 2003       | 2014    | 2005  |
| 1                                                             | Mike Bryan (USA)    | [ 15 ]  | 2013         | 2007  | 2007        | 2006   | 2008 | 2002   | 2003       | 2014    | 2005  |
| Turnaj, kterým tenista zlatý masters zkompletoval je ztučněn. |                     |         |              |       |             |        |      |        |            |         |       |

## Vítězové doublu
Tenisté, kteří v jediném ročníku turnaje vyhráli dvouhru i čtyřhru.
| tenista      | turnaj            |
| ------------ | ----------------- |
| Jim Courier  | Indian Wells 1991 |
| Rafael Nadal | Monte-Carlo 2008  |

## Statistiky dvouhry
|    | tenista        | počet | období    |
| -- | -------------- | ----- | --------- |
| 1. | Novak Djoković | 31    | 2011      |
| 2. | Novak Djoković | 30    | 2014–2015 |
| 3. | Roger Federer  | 29    | 2005–2006 |
| 4. | Novak Djoković | 23    | 2013–2014 |
| 4. | Rafael Nadal   | 23    | 2013      |

|    | tenista        | titulů | turnaj         | období    |
| -- | -------------- | ------ | -------------- | --------- |
| 1. | Rafael Nadal   | 11     | Monte Carlo    | 2005–2018 |
| 2. | Rafael Nadal   | 10     | Řím            | 2005–2021 |
| 3. | Roger Federer  | 7      | Cincinnati     | 2005–2015 |
| 3. | Novak Djoković | 7      | Paříž          | 2009–2023 |
| 5. | / Ivan Lendl   | 6      | Canada Masters | 1980–1989 |
| 5. | Andre Agassi   | 6      | Miami          | 1990–2003 |
| 5. | Novak Djoković | 6      | Miami          | 2007–2016 |

### Chronologie držení nejvíce titulů

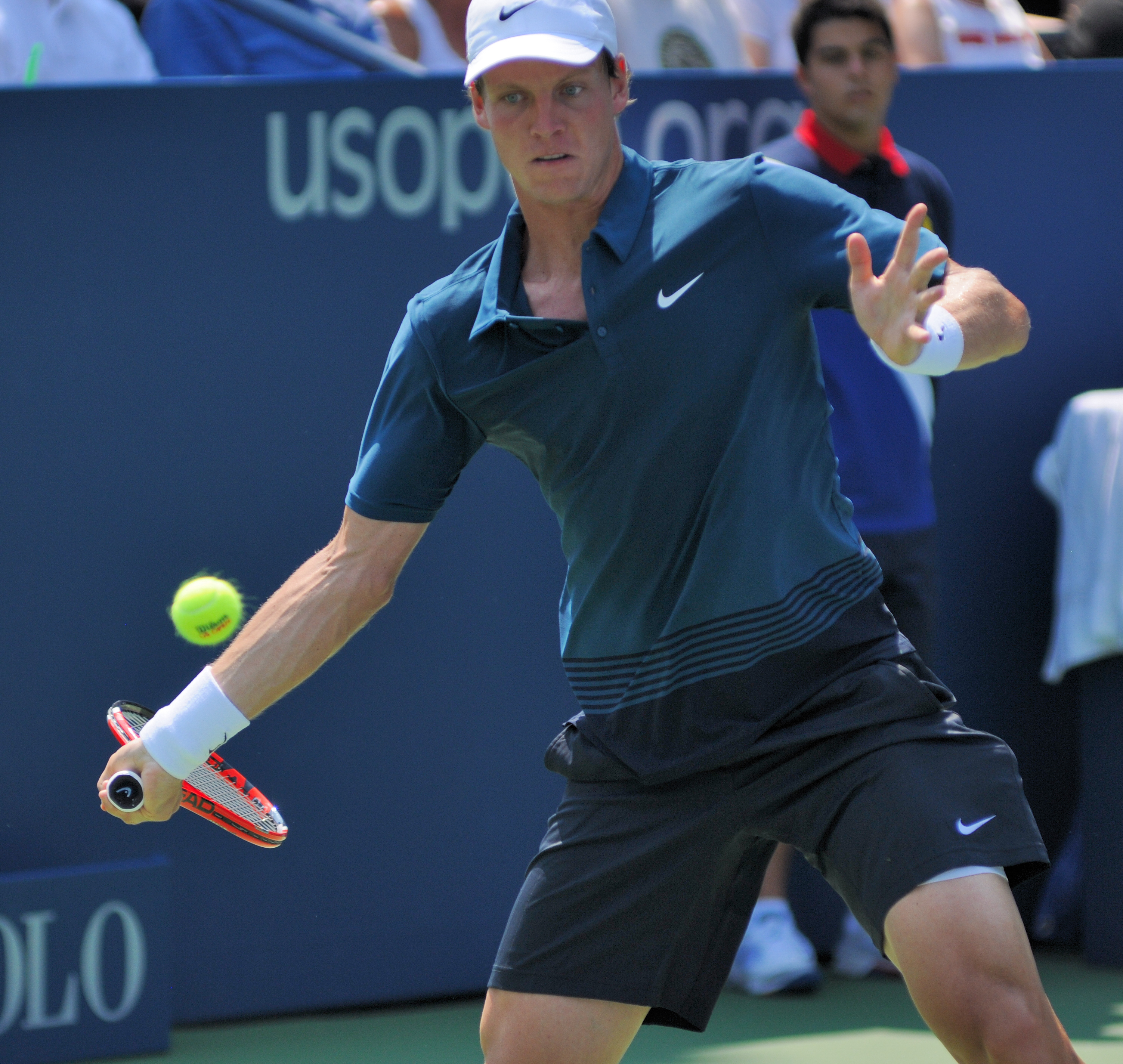
V sezóně 2005 vyhrál kromě Rafaela Nadala a Rogera Federera turnaj Masters pouze Tomáš Berdych, když ovládl Paris Masters. Dosáhl tak na jediný titul v sérii Masters.

| Období    | tenista        | titulů |
| --------- | -------------- | ------ |
| 1970–1973 | Rod Laver      | 1–7    |
| 1973      | Rod Laver      | 7      |
| 1973      | Ilie Năstase   | 7      |
| 1973–1976 | Rod Laver      | 8–9    |
| 1976–1980 | Jimmy Connors  | 9–14   |
| 1980      | Jimmy Connors  | 14–15  |
| 1980      | Björn Borg     | 14–15  |
| 1981–1985 | Jimmy Connors  | 16–17  |
| 1985–1989 | John McEnroe   | 17–19  |
| 1989–2013 | / Ivan Lendl   | 19–22  |
| 2013–2016 | Rafael Nadal   | 22–27  |
| 2016–2018 | Novak Djoković | 27–30  |
| 2018      | Novak Djoković | 30     |
| 2018      | Rafael Nadal   | 30     |
| 2018–2019 | Rafael Nadal   | 31–33  |
| 2019–2020 | Rafael Nadal   | 33     |
| 2019–2020 | Novak Djoković | 33     |
| 2019–2020 | Rafael Nadal   | 34–35  |
| 2020–2021 | Rafael Nadal   | 35–36  |
| 2020–2021 | Novak Djoković | 35–36  |
| 2021–2024 | Novak Djoković | 37–40  |

### Nejmladší vítězové a finalisté
Tenista je v každé statistice uveden pouze jednou, resp. uvedeno je jeho první finále či titul.
| Věk                        | vítěz          | první titul      |
| -------------------------- | -------------- | ---------------- |
| 18 let, 5 měsíců a 7 dnů   | Michael Chang  | 1990 Toronto     |
| 18 let, 10 měsíců a 14 dnů | Rafael Nadal   | 2005 Monte-Carlo |
| 18 let, 10 měsíců a 29 dnů | Carlos Alcaraz | 2022 Miami       |
| 19 let, 6 měsíců a 8 dnů   | Holger Rune    | 2022 Paříž       |
| 19 let, 6 měsíců a 29 dnů  | Jakub Menšík   | 2025 Miami       |

| Věk                        | finalista       | první finále |
| -------------------------- | --------------- | ------------ |
| 18 let, 5 měsíců a 6 dnů   | Michael Chang   | 1990 Toronto |
| 18 let, 9 měsíců a 30 dnů  | Rafael Nadal    | 2005 Miami   |
| 18 let, 10 měsíců a 26 dnů | Richard Gasquet | 2005 Hamburk |
| 18 let, 10 měsíců a 27 dnů | Carlos Alcaraz  | 2022 Miami   |
| 19 let, 2 měsíce a 6 dnů   | Andrij Medveděv | 1993 Paříž   |

### Nejstarší vítězové a finalisté
Tenista je v každé statistice uveden pouze jednou, resp. uvedeno je jeho poslední finále či titul.
| Věk                        | vítěz          | poslední titul  |
| -------------------------- | -------------- | --------------- |
| 37 let, 7 měsíců a 23 dnů  | Roger Federer  | 2019 Miami      |
| 36 let, 5 měsíců a 14 dnů  | Novak Djoković | 2023 Paříž      |
| 34 let, 11 měsíců a 13 dnů | Rafael Nadal   | 2021 Řím        |
| 34 let, 3 měsíce a 10 dnů  | Andre Agassi   | 2004 Cincinnati |
| 32 let, 11 měsíců a 6 dnů  | John Isner     | 2018 Miami      |

| Věk                       | finalista      | poslední finále   |
| ------------------------- | -------------- | ----------------- |
| 37 let, 10 měsíců a 8 dnů | Novak Djoković | 2025 Miami        |
| 37 let, 7 měsíců a 22 dnů | Roger Federer  | 2019 Miami        |
| 35 let, 9 měsíců a 16 dnů | Rafael Nadal   | 2022 Indian Wells |
| 35 let, 3 měsíce a 15 dnů | Andre Agassi   | 2005 Montréal     |
| 33 let, 11 měsíců a 4 dny | John Isner     | 2019 Miami        |

### Nejmladší a nejstarší startující
| Nejmladší | vítěz       | 18 let, 5 měsíců a 7 dnů  | Michael Chang   | 1990 Toronto     |
| Nejmladší | finalista   | 18 let, 5 měsíců a 6 dnů  | Michael Chang   | 1990 Toronto     |
| Nejmladší | kvalifikant | 15 let, 9 měsíců a 27 dnů | Richard Gasquet | 2002 Monte-Carlo |
| Nejstarší | vítěz       | 37 let, 7 měsíců a 23 dnů | Roger Federer   | 2019 Miami       |
| Nejstarší | finalistta  | 37 let, 10 měsíců a 8 dnů | Novak Djoković  | 2025 Miami       |
| Nejstarší | kvalifikant | 40 let, 5 měsíců a 16 dnů | Ivo Karlović    | 2019 Cincinnati  |
| Nejstarší | debutant    | 28 let, 4 měsíce a 21 dnů | Wayne Arthurs   | 1999 Cincinnati  |

### Nejdelší a nejkratší zápasy
| 4 hodiny a 3 minuty         | 4 hodiny a 3 minuty | 4 hodiny a 3 minuty | 4 hodiny a 3 minuty |
| --------------------------- | ------------------- | ------------------- | ------------------- |
| Semifinále Madrid Open 2009 |                     |                     |                     |
| Rafael Nadal                | 3                   | 7                   | 711                 |
| Novak Djoković              | 6                   | 65                  | 69                  |

| 5 hodin a 15 minut       | 5 hodin a 15 minut | 5 hodin a 15 minut | 5 hodin a 15 minut | 5 hodin a 15 minut | 5 hodin a 15 minut |
| ------------------------ | ------------------ | ------------------ | ------------------ | ------------------ | ------------------ |
| Finále Rome Masters 2005 |                    |                    |                    |                    |                    |
| Rafael Nadal             | 6                  | 3                  | 6                  | 4                  | 78                 |
| Guillermo Coria          | 4                  | 6                  | 3                  | 6                  | 6                  |

| 28 minut a 20 sekund    | 28 minut a 20 sekund | 28 minut a 20 sekund | 28 minut a 20 sekund |
| ----------------------- | -------------------- | -------------------- | -------------------- |
| 1. kolo Miami Open 2014 |                      |                      |                      |
| Jarkko Nieminen         | 6                    | 6                    |                      |
| Bernard Tomic           | 0                    | 1                    |                      |

### Kvalifikanti a dva nenasazení ve finále (od 1990)
| rok  | turnaj    | kvalifikant             | výsledek | soupeř              |
| ---- | --------- | ----------------------- | -------- | ------------------- |
| 1991 | Řím       | Alberto Mancini         | prohra   | Emilio Sánchez      |
| 1996 | Hamburk   | Roberto Carretero       | výhra    | Àlex Corretja       |
| 2000 | Toronto   | Harel Levy              | prohra   | Marat Safin         |
| 2001 | Hamburk   | Albert Portas           | výhra    | Juan Carlos Ferrero |
| 2001 | Stuttgart | Max Mirnyj              | prohra   | Tommy Haas          |
| 2004 | Paříž     | Radek Štěpánek          | prohra   | Marat Safin         |
| 2005 | Hamburk   | Richard Gasquet         | prohra   | Roger Federer       |
| 2007 | Miami     | Guillermo Cañas         | prohra   | Novak Djoković      |
| 2012 | Paříž     | Jerzy Janowicz          | prohra   | David Ferrer        |
| 2017 | Paříž     | Filip Krajinović        | prohra   | Jack Sock           |
| 2023 | Madrid    | Jan-Lennard Struff (LL) | prohra   | Carlos Alcaraz      |

| rok  | turnaj  | vítěz             | poražený      |
| ---- | ------- | ----------------- | ------------- |
| 1996 | Hamburk | Roberto Carretero | Àlex Corretja |
| 2003 | Paříž   | Tim Henman        | Andrei Pavel  |

### Vítězové nad třemi členy Top 5 na jediném Mastersu
| vítěz                                         | turnaj                                        | poražení členové první světové pětky          | poražení členové první světové pětky          | poražení členové první světové pětky          | poražení členové první světové pětky          | poražení členové první světové pětky          | poražení členové první světové pětky |
| --------------------------------------------- | --------------------------------------------- | --------------------------------------------- | --------------------------------------------- | --------------------------------------------- | --------------------------------------------- | --------------------------------------------- | ------------------------------------ |
| Boris Becker                                  | Stockholm 1994                                | Michael Stich                                 | ČF                                            | Pete Sampras                                  | SF                                            | Goran Ivanišević                              | F                                    |
| Andre Agassi                                  | Cincinnati 1996                               | Jevgenij Kafelnikov                           | ČF                                            | Thomas Muster                                 | SF                                            | Michael Chang                                 | F                                    |
| Guillermo Cañas                               | Toronto 2002                                  | Jevgenij Kafelnikov                           | 4. kolo                                       | Marat Safin                                   | ČF                                            | Tommy Haas                                    | SF                                   |
| Novak Djoković                                | Montréal 2007                                 | Andy Roddick                                  | ČF                                            | Rafael Nadal                                  | SF                                            | Roger Federer                                 | F                                    |
| David Nalbandian                              | Madrid 2007                                   | Rafael Nadal                                  | ČF                                            | Novak Djoković                                | SF                                            | Roger Federer                                 | F                                    |
| Rafael Nadal                                  | Monte-Carlo 2008                              | David Ferrer                                  | ČF                                            | Nikolaj Davyděnko                             | SF                                            | Roger Federer                                 | F                                    |
| Novak Djoković (2)                            | Řím 2011                                      | Robin Söderling                               | ČF                                            | Andy Murray                                   | SF                                            | Rafael Nadal                                  | F                                    |
| Novak Djoković (3)                            | Paříž 2015                                    | Tomáš Berdych                                 | ČF                                            | Stan Wawrinka                                 | SF                                            | Andy Murray                                   | F                                    |
| Carlos Alcaraz                                | Madrid 2022                                   | Rafael Nadal                                  | ČF                                            | Novak Djoković                                | SF                                            | Alexander Zverev                              | F                                    |
| ČF – čtvrtfinále, SF – semifinále, F – finále | ČF – čtvrtfinále, SF – semifinále, F – finále | ČF – čtvrtfinále, SF – semifinále, F – finále | ČF – čtvrtfinále, SF – semifinále, F – finále | ČF – čtvrtfinále, SF – semifinále, F – finále | ČF – čtvrtfinále, SF – semifinále, F – finále | ČF – čtvrtfinále, SF – semifinále, F – finále | [ 20 ]                               |